# Sugarcreek (Pennsilvània)
Sugarcreek és una població dels Estats Units a l'estat de Pennsilvània. Segons el cens del 2000 tenia 5.331 habitants.

## Demografia
Segons el cens del 2000, Sugarcreek tenia 5.331 habitants, 2.093 habitatges, i 1.521 famílies. La densitat de població era de 55,1 habitants/km².
Dels 2.093 habitatges en un 28,5% hi vivien nens de menys de 18 anys, en un 59,8% hi vivien parelles casades, en un 9,1% dones solteres, i en un 27,3% no eren unitats familiars. En el 24% dels habitatges hi vivien persones soles l'11,5% de les quals corresponia a persones de 65 anys o més que vivien soles. El nombre mitjà de persones vivint en cada habitatge era de 2,44 i el nombre mitjà de persones que vivien en cada família era de 2,88.
Per edats la població es repartia de la següent manera: un 21,9% tenia menys de 18 anys, un 6,7% entre 18 i 24, un 26,5% entre 25 i 44, un 25,8% de 45 a 60 i un 18,9% 65 anys o més.
L'edat mediana era de 42 anys. Per cada 100 dones de 18 o més anys hi havia 86,9 homes.
La renda mediana per habitatge era de 31.952$ i la renda mediana per família de 36.926$. Els homes tenien una renda mediana de 32.875$ mentre que les dones 21.996$. La renda per capita de la població era de 16.873$. Entorn del 8,8% de les famílies i el 10,8% de la població estaven per davall del llindar de pobresa.

## Poblacions més properes
El següent diagrama mostra les poblacions més properes.